# Jan Zajíček (umělec)
Jan Zajíček (* 4. března 1977, Praha) je český režisér, animátor a výtvarník.

## Život
Vystudoval Výtvarnou školu Václava Hollara a je absolventem FAMU, katedry režie a animované tvorby. Byl jedním z hlavních průkopníků graffiti v Československu po sametové revoluci a patří mezi legendy české graffiti scény (je znám pod přezdívkou Skarf/Scarf, TCP crew).
Mezi lety 1993 a 2000 byl členem české rapové skupiny WWW (až do jejího prvního rozpadu v roce 2000), která se etablovala na pražské klubové scéně (Alterna Komotovka, RC Bunkr, ROXY, Rock café, ad.) a v roce 1996 vystoupila v pražské Sportovní hale jako předskupina Sinéad O'Connor.
Je autorem hudby k několika filmům (Katja, režisér Igor Hardunka, K moři, režisér Šimon Koudela, Ostrov, režisér Šimon Koudela). Střihal dokumentární filmy (Hoteliér, I am fishead, Anatomie gagu) a trailery k celovečerním filmům (Kájínek, Ve stínu, Cesta do lesa a Pod sluncem tma). Vytvořil celou řadu animovaných i hraných TV spotů a znělek (Kmeny, Čtyři v tom, Národní muzeum, Olbram Zoubek, LFŠ, Der Film, La Película a Sperm).
Spolupracoval jako režisér, výtvarník a animátor s nejrůznějšími divadelními soubory (Theatre XXL, VerTeDance, činohra a balet Národního divadla, Státní opera Praha). Je spoluautorem koncepce a spolurežisérem (s Tomášem Mašínem) koncertního turné Lucie 2014. Několik let působil jako pedagog na Literární akademii Josefa Škvoreckého v Praze.

## Ocenění
- 1999 – čestné uznání (Karamel je cukr …), Eurovideo 99 – Malaga, Španělsko
- 2002 – cena za nejlepší zvuk (Konec jedince), festival FAMU
- 2003 – cena Andreje Nikolaje Stankoviče – Solitaire d’Or / Martin Fisher (Konec jedince)
- 2003 – cena za nejlepší studentskou kolekci festivalu (Konec jedince), spolu s V. Kadrnkou (Lidé z autobusů) a H. Papírníkovou (Magor), MFF Karlovy Vary
- 2005 – cena Sazky pro taneční představení Tichomluva (VerTeDance)
- 2007 – cena Akademie populární hudby Anděl za nejlepší český videoklip roku (Známka punku)
- 2007 – nominace na cenu hudební televize Óčko za nejlepší český videoklip roku (Chvátám)
- 2008 – cena časopisu Filter za nejlepší český videoklip roku (Days Will Never Be the Same)
- 2008 – nominace na cenu Žebřík za nejlepší český videoklip roku (Days Will Never Be the Same)
- 2009 – cena časopisu Filter za nejlepší český videoklip roku (Meleme, meleme kávu)

## Dílo

### Režijní a scenáristická filmografie
- 2002 – Konec jedince – studentský film
- 2003 – Off off – dokumentární TV serial
- 2003 – Operace IN/OUT – dokumentární film
- 2006 – Break My Heart Please! – série krátkých tanečních filmů
- 2012 – Tehdy a teď – krátký dokumentární film
- 2015 – Kmeny – Hackeři – dokumentární TV seriál

### Hudební videoklipy
- 1998 – WWW – Karamel je cukr, co už se neuzdraví
- 2005 – Visací Zámek – Známka punku
- 2006 – Pio Squad – Chvátám
- 2006 – PSH – Rok PSH
- 2008 – Sunshine – Days Will Never Be The Same
- 2009 – Hugo Toxxx & Vladimir 518 – Meleme, meleme kávu
- 2011 – Visací Zámek – 50

### Střih
- 2002 – Nepolapitelný motýl – dokumentární film
- 2008 – Anatomie gagu – krátký dokumentární film
- 2009 – Neobyčejné životy (Josef Abrhám) – TV seriál
- 2011 – I am fishead – dokumentární film
- 2013 – Hoteliér – dokumentární film

### Divadelní představení (spolupráce, animace)
- 2003 – Hypermarket – činohra ND
- 2004 – Eldorado – činohra ND
- 2004 – Piková dáma – Státní opera
- 2004 – Tichomluva – VerTeDance
- 2006 – Break My Heart Please! – Theatre XXL
- 2013 – Válka s Mloky – Státní opera
- 2013 – Čarodějův učeň – balet ND

### Společné výstavy a přehlídky
- 2008 – Bolzano ShortFilm Festival, Itálie (Chvátám)
- 2008 – Chelsea Art Museum – Sonicself, New York, USA (Konec jedince)
- 2008 – Pecha Kucha Night, Praha, ČR
- 2010 – 56th International Short Film Festival Oberhausen, Německo (Meleme, meleme kávu)
- 2010 – Centrum pro současné umění DOX, Praha, ČR (Metropolis)
- 2010 – EXPO 2010, Shanghai, Čína (Metropolis)